# 夜来香属
夜来香属（学名：Telosma）是夹竹桃科萝藦亚科下的一个属，为藤本植物。该属共有约10种，分布于亚洲、大洋洲及非洲热带地区。

## 物种
本属包括以下物种：
- 夜来香 Telosma cordata
- 台湾夜来香 Telosma pallida
- 卧茎夜来香 Telosma procumbens